# Angkor - det glemte rige
Angkor - det glemte rige er en dansk dokumentarfilm fra 1992 instrueret af Lars Hegndal og efter manuskript af Lars Hegndal og Teddy Bruslund.

## Handling
Filmen skildrer de enestående Angkor-templer dybt inde i den cambodianske regnskov. Templerne fra khmer-riget (800 - 1400) var ukendte i Europa indtil den franske opdagelsesrejsende Henri Mouhot i 1860 kom til området. Filmen følger i H.M.'s fodspor.